# Uhersko
Uhersko či Uhry (maďarsky Magyarország, německy Ungarn, latinsky Hungaria), oficiálním názvem Uherské království (maďarsky Magyar Királyság [maďar kirájšág]; latinsky Regnum Hungariae), byl historický mnohonárodnostní státní útvar s maďarskou hegemonií, rozkládající se od 10. století do roku 1918 na pomezí střední a jihovýchodní Evropy, konkrétně na území dnešního Maďarska a Slovenska a dále v částech dnešního Rumunska (Banát, Sedmihradsko), Rakouska (Burgenland a malé části Dolních Rakous), Polska (malé části Spiše a Oravy – dnes v Malopolském vojvodství), Ukrajiny (Podkarpatská Rus), Srbska (Banát a Bačka – dnes ve Vojvodině), Chorvatska (Baranja, Mezimuří) a Slovinska (Zámuří).
Hranice Uherska byly prakticky v celé délce přirozeně determinované: na severu, východě a jihovýchodě se jednalo o hlavní oblouk Karpat, na jihu velké řeky (Dunaj, Dráva, případně Sáva), na západě východní úbočí Alp, na severozápadě řeka Morava. Rozsah státu je tak dobře patrný i na čistě fyzické mapě.

## Uhersko a Země Koruny svatoštěpánské
Království bylo ústřední částí celku Zemí Koruny svatoštěpánské (maďarsky Szent István Koronájának Országai; chorvatsky Zemlje Krune svetog Stjepana; německy Länder der heiligen ungarischen Stephanskrone), k nimž náležely také různou měrou autonomní Chorvatské a Slavonské království, Sedmihradské knížectví (v 19. století plně integrováno do Uherska), město Rijeka (Fiume) a během středověku i další oblasti. (Uhry byly často zaměňovány za celé soustátí.) V letech 1526–1867 bylo korunní zemí Habsburské říše, poté do roku 1918 jedním ze dvou státních celků Rakouska-Uherska.

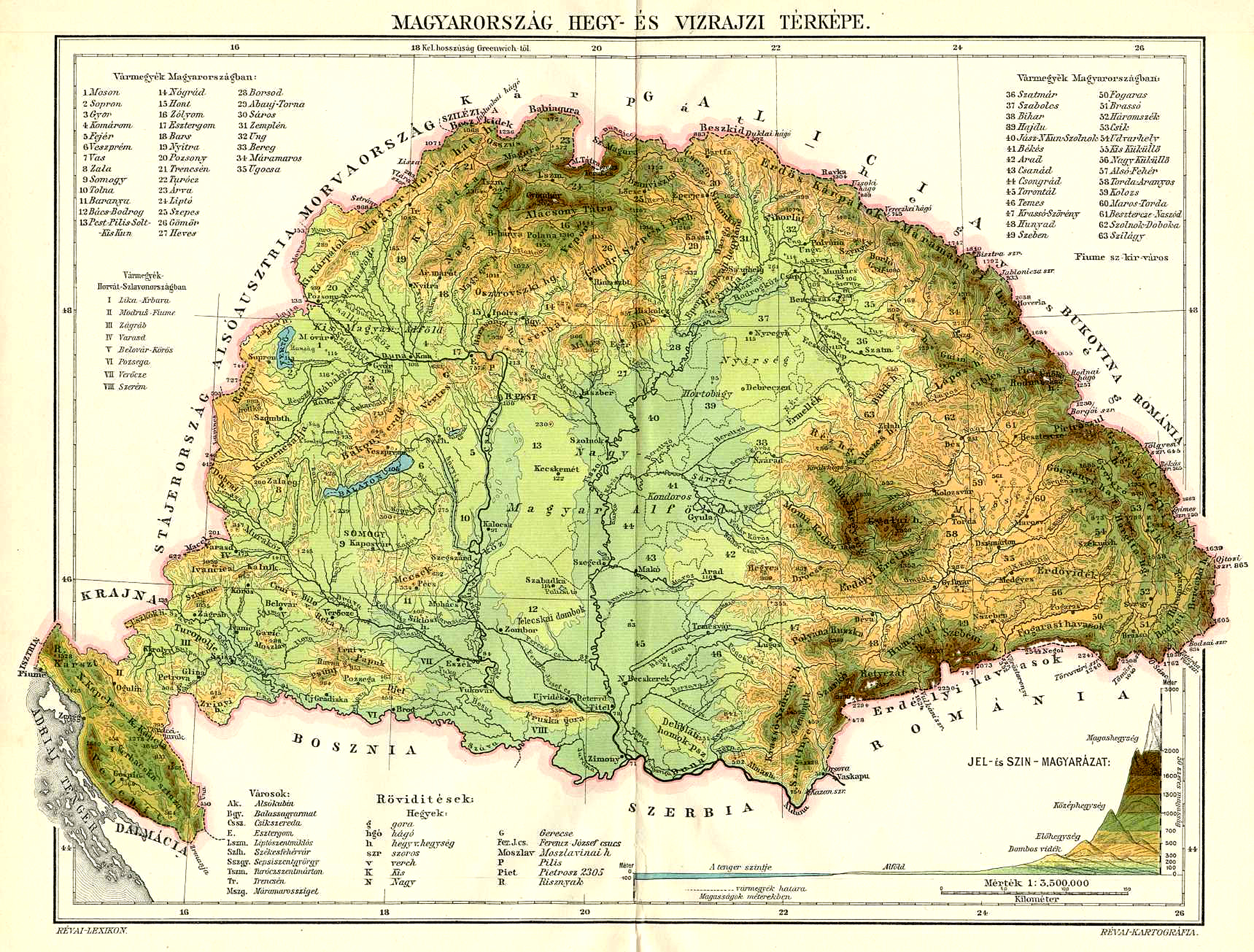
Mapa Zalitavska (tj. Uherska včetně Chorvatska-Slavonska) před rokem 1919

Hlavním městem byl od 13. století Budín, předtím Ostřihom a Stoličný Bělehrad (nyní Székesfehérvár). Po dobytí Budína Turky (1529) bylo sídelní město až téměř do konce 18. století přeneseno do Prešpurku, dnešní Bratislavy. Po spojení Budína a Pešti roku 1873 se hlavním městem Uher stala Budapešť. Jen na krátkou dobu během několika měsíců maďarské revoluce 1848–1849 byl hlavním městem Debrecín.
Geograficky se Uhry dělily na
- Horní Uhry (Felvidék, zhruba dnešní Slovensko a Zakarpatská oblast Ukrajiny),
- Dolní Uhry (Alvidék, zhruba dnešní Maďarsko a okrajové části Chorvatska, Srbska a Rumunska) a
- Sedmihradsko (Erdély, v nitru nynějšího Rumunska).

Horní a Dolní Uhry byly vymezeny jen vágně a neměly administrativní funkci, na rozdíl od Sedmihradska. Základními správními jednotkami Uherska byly od počátku župy, ve středověku doplněné o bánoviny v okrajových oblastech na jihu.

## Dějiny Uher
Vznik Uher je spojen s příchodem Maďarů do Panonie a Podunají. Kočovné kmeny přišly do této oblasti pod vedením Arpáda, kterého si sedm maďarských vojvodů v roce 890 zvolilo za svého panovníka.

### Vznik Uher 896 až 1000

#### Vláda Arpáda
Maďarské kočovné kmeny nalezly v nových sídlech vyspělejší kulturu rolníků pod ochranou Velké Moravy a vedly výbojné války proti sousedům. V roce 896 se stal Arpád vládcem kmenů a pod Arpádovým velením snad v roce 902 nebo 903 porazily vojsko Velké Moravy, v roce 906 byl poražen bavorskými vojsky a velkomoravským knížetem Mojmírem II. Posílení své pozice se Arpád dočkal díky Frankům, kteří pozvali na jednání a zabili maďarské velmože. Arpád vedl válku proti Bavorům, které v roce 907 porazil u Brezalausburgu (dnešní Bratislava). Protože se nezachovaly prameny o zapojení vojsk Velké Moravy, s datem 907 je již spojen rozpad Velké Moravy a slovanská knížata se podřizovala Maďarům v jejich výbojných bitvách. Maďaři se postupně usídlovali v Podunajské nížině a přebírali kulturu a způsoby obdělávání půdy od vyspělejších slovanských sousedů.

#### Následovníci Arpádovi
Arpádovi následníci pokračovali ve výbojích, které směrem na západ zastavila až bitva na Lechu v roce 955. Maďaři poté přecházeli k usedlému způsobu života a Arpádovci pomalu upevňovali po vzoru evropských mocností svou svrchovanou moc a pevně se ujali vlády. Přijali křesťanství za své náboženství a od dob prvního uherského krále sv. Štěpána ho také horlivě šířili po celé zemi. Původní převážně slovanské obyvatelstvo bylo nuceno asimilovat a přijmout nadvládu uherského krále. Jak na jihu v oblasti Blatnohradu a Panonie na západě, tak i na severu v oblasti Nitrianskeho knížectví převzali od místních obyvatel část zemědělství, řemesla a z počátku i způsob státní správy.

### Uherské království 1000–1526

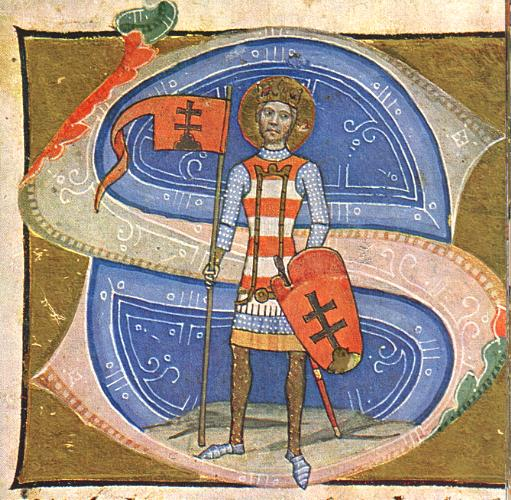
Štěpán I. Svatý

Po smrti knížete Gejzy (972–997) nastoupil na uherský stolec princ Vajk, který potlačil veškeré pokusy o rozdělení země a pevně se chopil vlády. Přijal křest a již jako Štěpán I. se stal horlivým šiřitelem a zastáncem křesťanství. Díky tomu také získal r. 1000 královskou korunu a stal se prvním uherským králem. Rozšířil své území a již za jeho vlády se území dnešního Slovenska začleňovalo do uherského soustátí. Slovenští velmožové si zde mohli zachovat své državy a začali se podílet na politickém životě svatoštěpánské země. Za svůj přínos křesťanství byl později král Štěpán I. uctíván a svatořečen jako sv. Štěpán. Po jeho smrti se země ocitla v příbuzenských bojích o moc a na uherském trůně se vystřídala řada nepříliš schopných Arpádovců.
V r. 1077 nastoupil na uherský trůn král Ladislav I. (1077–1095), který potlačil své protivníky v soupeření o uherský trůn a chopil se pevně vlády. Stal se jedním z nejvýznamnějších panovníků raného středověku. Sjednotil zemi, vymanil ji z německé závislosti a k Uhrám připojil část Sedmihradska, Slavonii a Chorvatsko. Vydal nové obchodní zákony a upravil trestní právo. Po jeho smrti se země opět dostala do vzájemných bojů o trůn. Až Béla III. (1172–1196) opět upevnil a rozšířil moc Uher. Vymanil zemi z byzantského vlivu, ovládl s konečnou platností Chorvatsko a Dalmácii, dobyl Halič a vytvořil dobře fungující královské úřady.
Během 12. stol. patřili Arpádovci k nejbohatším panovníkům v Evropě díky těžbě drahých kovů, především zlata v Kremnici. Rovněž se zlepšilo zemědělství a řemesla. Velkou měrou se na tom podíleli němečtí kolonizátoři, které uherští panovníci zvali do Uher a Sedmihradska. Za Ondřeje II. (1205–1235) došlo k významnému majetkovému a politickému vymezení Ondřejovou Zlatou bulou, kterou vydal r. 1222. Byly zde především upřesněny majetkové poměry a práva šlechty, církve a cizinců v zemi. V letech 1240–42 čelily Uhry velkým drancujícím vpádům Tatarů, kteří zemi silně zpustošili. Ve 13. století se v Uhrách začaly razit proslavené uherské zlaté dukáty (florény) a uherské groše. Béla IV. (1235–1270) se neúspěšně zapojil do bojů o Babenberské dědictví proti českému králi Přemyslovi Otakaru II. R. 1260 byl Béla IV. poražen v bitvě u Kressenbrunnu a ztratil tak Štýrsko. Uhersko Přemyslovi oplatilo porážku v r. 1278 v bitvě na Moravském poli, kde Uhři stáli po boku Rudolfa Habsburského.

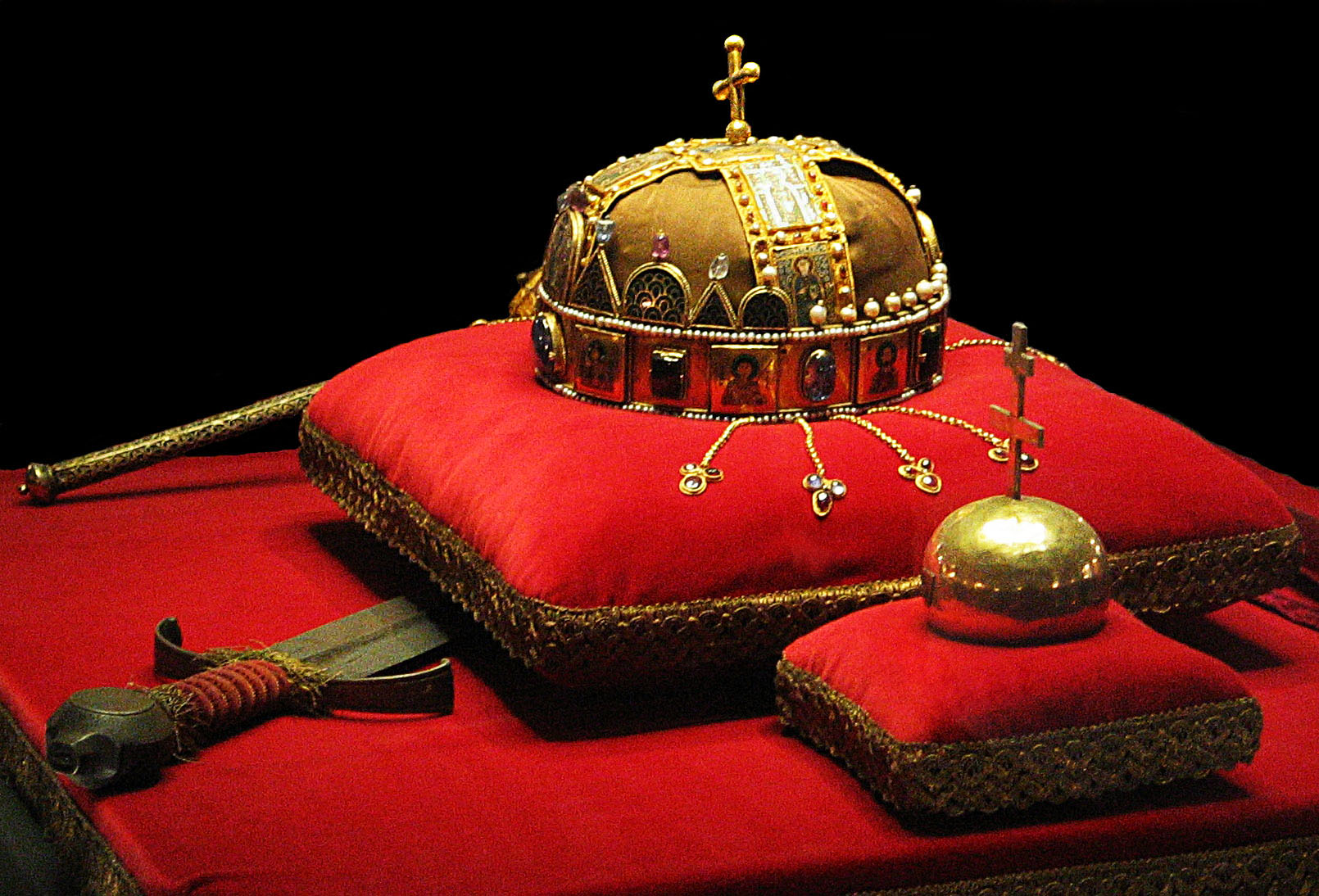
Uherská koruna s ostatními klenoty

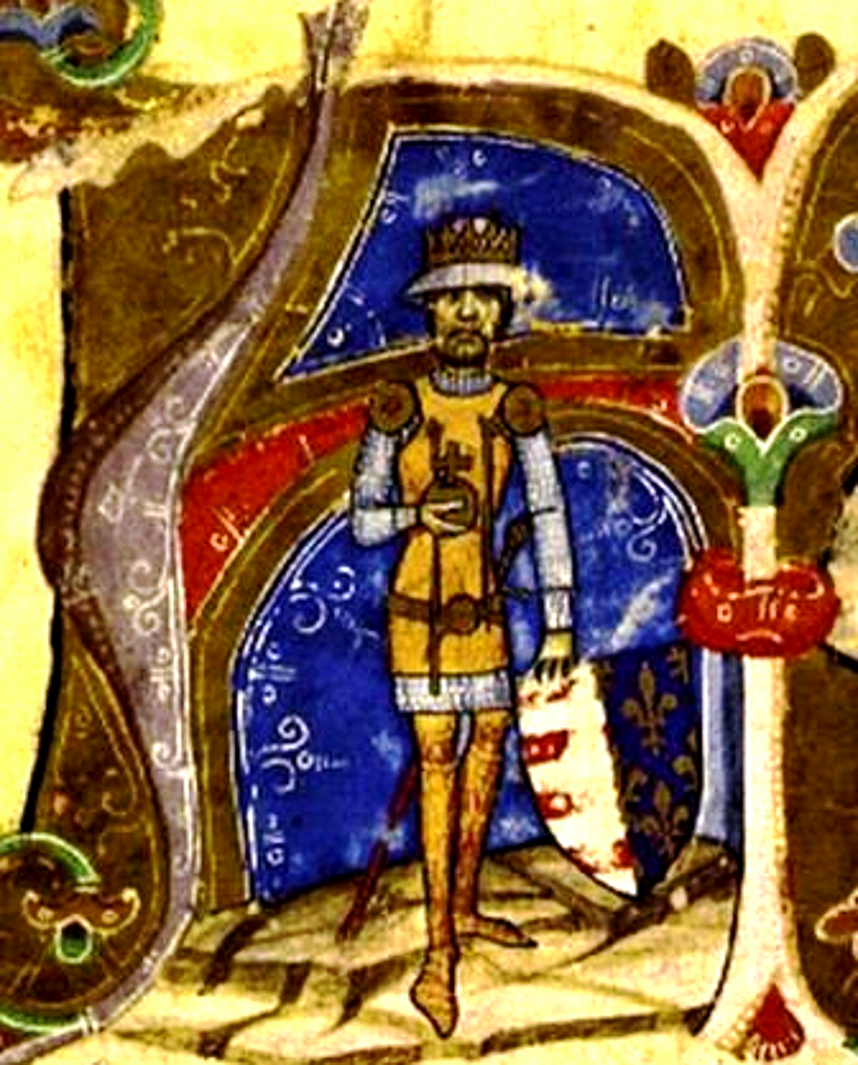
Karel I. Robert z Anjou

Za posledního Arpádovce krále Ondřeje III. (1290–1301) došlo k politickému rozvratu v zemi. Ondřej III. čelil domácí opozici, která podporovala jako kandidata na uherský královský stolec Karla Roberta z Anjou, vnuka neapolského krále Karla II. a Marie, dcery uherského krále Štěpána V. a další rakouská strana v Uhrách zase podporovala Albrechta Habsburského, syna krále Rudolfa I. Habsburského. Ondřej zemřel v r. 1301 a jím vymírají i Arpádovci. Na uherský trůn se tak dostal snoubenec Ondřejovy dcery Alžběty Přemyslovec Václav III. (1301–1305), který v Uhrách vládl jako Ladislav V. Jeho vláda však nebyla stabilní a vysokou politiku v Uhrách vzhledem ke složité politické situaci a nízkému věku nezvládal. Po otcově smrti se v říjnu 1305 vzdal uherské koruny ve prospěch bratrance Oty. Při tažení do Polska byl pak r. 1306 Václav III. zavražděn v Olomouci a tím vymřeli i Přemyslovci v Čechách.
Na uvolněný uherský trůn se po dalších politických bojích krátce dostal vévoda Ota III. Dolnobavorský (1306–1308) a po něm již zmiňovaný Karel Robert z Anjou (1308–1342). Ten se po delší době pevně chopil moci, omezil vliv magnátů, přinesl do země italsko-francouzské kulturní vlivy a uskutečnil řadu reforem. Mnohem slavnějším a významnějším se však stal jeho syn Ludvík I. Veliký z Anjou (1342–1382), důstojný protějšek Karla IV. Lucemburského. Tito dva panovníci také spolu uzavřeli spojenectví, řadu výhodných smluv a vzájemně se podporovali. Ludvík I. v Uhrách potvrdil a upevnil práva šlechty, podporoval vzdělanost, r. 1367 založil univerzitu v Pécsi (Pětikostelí) a podrobil si Dalmácii, Valašsko, Bosnu, Srbsko a Bulharsko. R. 1370 získal i polskou korunu. Uspořádal křížovou výpravu proti Litevcům a dobyl Červenou Rus, kterou proti nelibosti polské šlechty připojil k Uhrám. V r. 1374 zahájil tažení proti Turkům a porazil sultána Murada I. Uhersko za jeho vlády získalo status velmoci a prožívalo nebývalý rozkvět.
Po jeho smrti byla zvolena uherskou královnou jeho dcera Marie Uherská (1382–1387), pozdější manželka Zikmunda Lucemburského (1387–1437). Ten musel o uherskou korunu bojovat a čelil silné opozici, která ho dokonce v letech 1401–1403 opakovaně zajala. Jeho vláda v Uhrách se vyznačovala především bojem proti Turkům na jihu země a husitům v Čechách. Právě proto také založil prestižní rytířský řád Draka, jímž vyznamenával své přívržence a bojovníky proti „nevěřícím“. R. 1411 získal Zikmund římskou korunu a r. 1420 se nechal v Praze korunovat za asistence jemu věrných českým králem. R. 1433 získal císařský titul a r. 1436 po bitvě u Lipan i českou královskou korunu. Po krátké vládě Albrechta II. Habsburského (1437–1439) vládl zemi za nezletilého Ladislava Pohrobka (1439–1457) Vladislav III. Varnenčik (1440–1444), jenž ovšem nebyl uznán královnou Alžbětou a jejími přívrženci, kteří bránili nároky malého Ladislava Pohrobka. Vladislav III. padl v bitvě u Varny (1444) proti Turkům a uherští magnáti rozhodli, že vládu za nezletilého Ladislava bude vykonávat 7 hejtmanů a r. 1446 zvolili uherským správcem jednoho z nejmocnějších magnátů Jana Hunyadiho, proslaveného v boji proti Turkům.

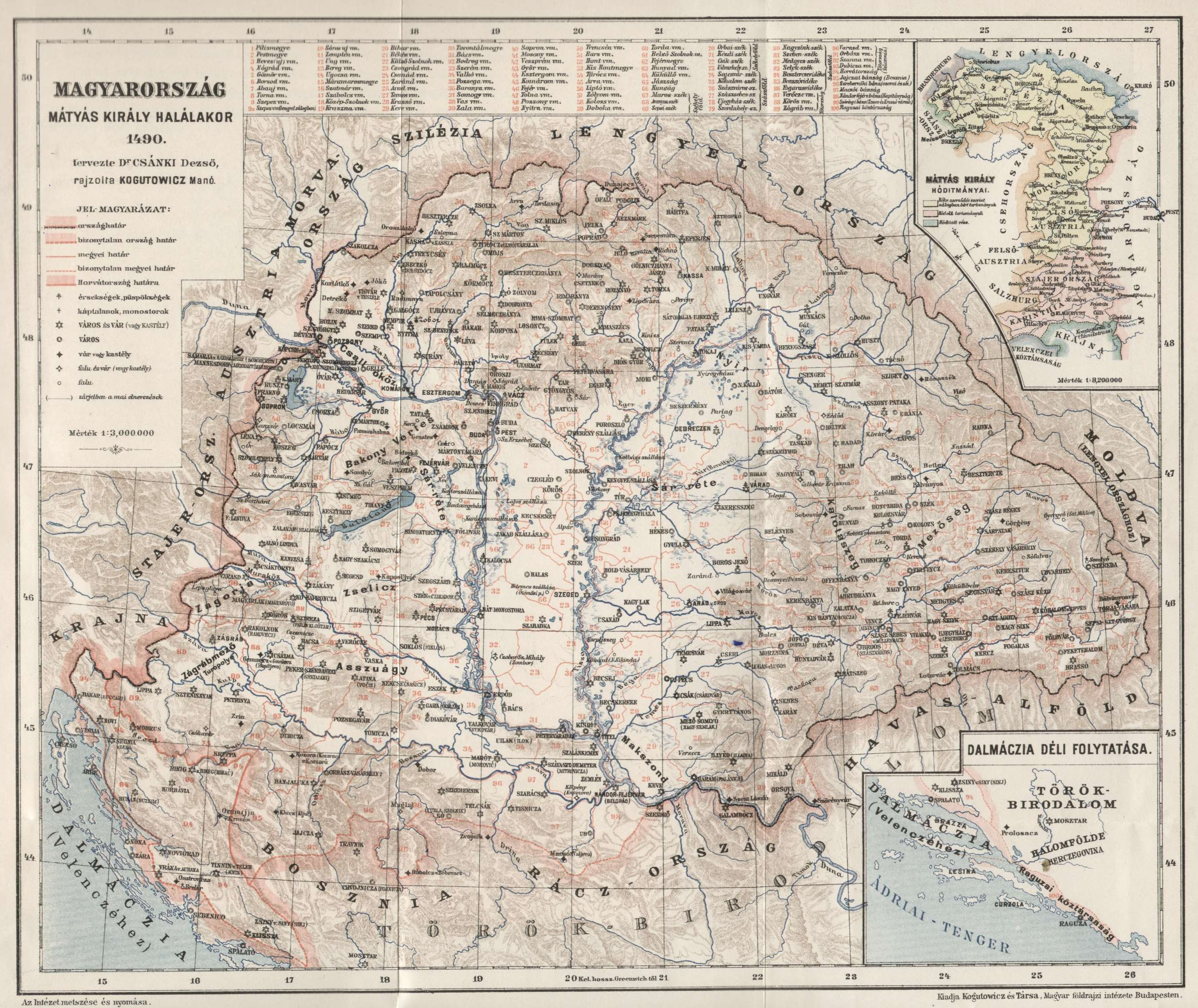
Uherské království (1490)

Po smrti Jana Hunyadiho nechal Ladislav Pohrobek popravit jeho prvorozeného syna Ladislava a druhorozeného Matyáše Korvína vzal s sebou jako rukojmí do Prahy. Po Pohrobkově smrti se Matyáš Korvín (1458–1490) vrátil do Uher a hned r. 1458 byl zvolen uherským králem. Vypořádal se s opozicí v zemi, rozprášil bratříky v Horních Uhrách a pevně se chopil moci. Byl jedním z nejvýznamnějších uherských panovníků. Přivedl díky svému druhému sňatku s neapolskou princeznou Beatrix Aragonskou do země renesanční život a umění. Byl zastáncem vzdělání, kultury a provedl řadu reforem. Jeho vláda se vyznačovala snahou získat císařskou korunu. Vedl boje se střídavými úspěchy s českým králem Jiřím z Poděbrad a následně i s Vladislavem II. Jagelonským, římským císařem Fridrichem III. i Turky na jihu země. R. 1469 se nechal korunovat v Olomouci na českého krále. Připojil k Uhrám Moravu, Slezsko a Lužici. V roce 1485 porazil Matyáš i císaře Fridricha III., zmocnil se Dolních Rakous a svůj dvůr přesunul z Budína do Vídně. Na základě dřívějších dohod se po Korvínově smrti stal uherským králem Vladislav II. Jagellonský (1490–1516).
Stejně jako v Čechách i zde čelil rostoucímu vlivu šlechtické opozice. Vladislav II. přesídlil z Prahy do Budína a uherská a česká koruna pak zůstaly spojeny v rámci personální unie až do r. 1918. R. 1514 vypuklo v Uhrách tzv. Dóžovo povstání, které bylo tvrdě potlačeno sedmihradským vévodou Janem Zápolským a sněm pak přijal řadu zákonů proti poddaným. Nový panovník Ludvík Jagellonský (1516–1526) nebyl příliš schopným a silným a od počátku své vlády čelil turecké hrozbě i domácím magnátům. R. 1521 dobyl sultán Sulejman I. Bělehrad a další uherské državy na jihu země. Ludvík v reakci na postupující turecké nebezpečí svolal r. 1526 zemskou hotovost mezi Budín a Moháč (Mohács). Následná tragédie u Moháče měla pro Uhry a střední Evropu katastrofální následky. V bitvě u Moháče bylo uherské vojsko katastrofálně poraženo; část velmožů na čele s Ludvíkem utonula při útěku v močálech. Turecká vojska se pak nezadržitelně valila do Evropy a Uhry byly bezprostředně konfrontovány s muslimským světem.

### Uhersko jako součást habsburské říše 1526–1918

Mapa historických žup Uherska a Chorvatska-Slavonie

Po bitvě u Moháče (1526) vypukla občanská válka (1527–1538) mezi Habsburky (Ferdinandem I.) a sedmihradským vévodou Janem Zápolským.
V roce 1532 Nikola Jurišić ubránil Kőszeg a zastavil mocnou osmanskou armádu.
V roce 1541 Uhersko ztratilo početná území: asi dvě třetiny dnešního Maďarska připadly Osmanské říši, dosud autonomní Sedmihradsko se osamostatnilo a stalo se vazalem Osmanské říše. Zbytek Uherska, tedy Slovensko, Burgenland a západní Maďarsko, pod názvem Královské Uhry připadl Habsburkům.
V roce 1547 bylo mezi Karlem V. a Sulejmanem Nádherným podepsáno Adrianopolské příměří. Touto smlouvou Ferdinand I. Habsburský a Karel V. uznali úplnou osmanskou kontrolu nad Uhry a souhlasili s tím, že budou Osmanům platit roční tribut ve výši 30 000 zlatých florinů za jejich habsburské majetky v severním a západním Uhersku.
Dne 1. května 1566 vedl Sulejman I. osmanskou invazi do Habsburky ovládaného Uherska, přičemž osmanské síly, které shromáždil, patřily k největším armádám, jaké během své 46leté vlády vedl. Po dosažení Bělehradu a setkání s Janem II. Zikmundem Zápolským dne 27. června se Sulejman I. dozvěděl, že chorvatsko-uherský šlechtic Mikuláš IV. Zrinský, bán chorvatský, podnikl útok na osmanský vojenský tábor u Siklóse. Sulejman I. proto odložil plánovaný útok na Eger a vydal se k pevnosti Mikuláše IV. Zrinského v Szigetváru. Od 2. srpna do 7. září Osmané pevnost obléhali s minimálně 150 000 vojáky proti Zrinského 2 300 obráncům. Ačkoli obléhání skončilo vítězstvím Osmanů, stálo je to vysokou cenu – ztratili 25 000 vojáků a také samotného Sulejmana I., který před závěrečnou bitvou o Szigetvár zemřel přirozenou smrtí v důsledku stáří a nemoci.
K opětovnému sjednocení Uherska (ale bez Sedmihradska) došlo v letech 1699 (Karlovickým mírem) a roku 1718 dobytím posledních území v jihovýchodním Maďarsku od Turků. Uherské království bylo spojeno personální unií s ostatními dědičnými habsburskými zeměmi.

#### Vznik Rakousko-Uherska

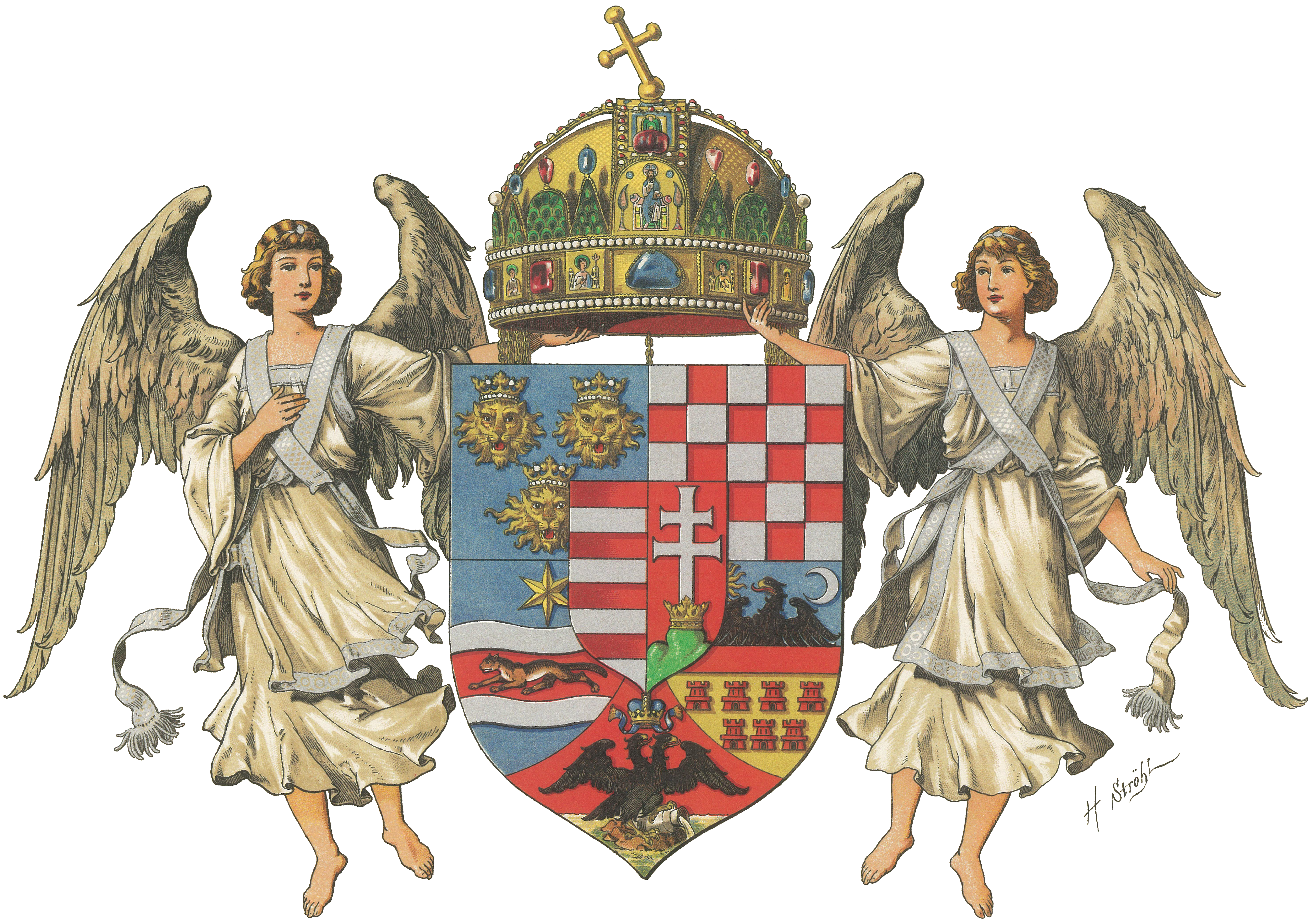
Velký státní znak Uherska neboli Zalitavska

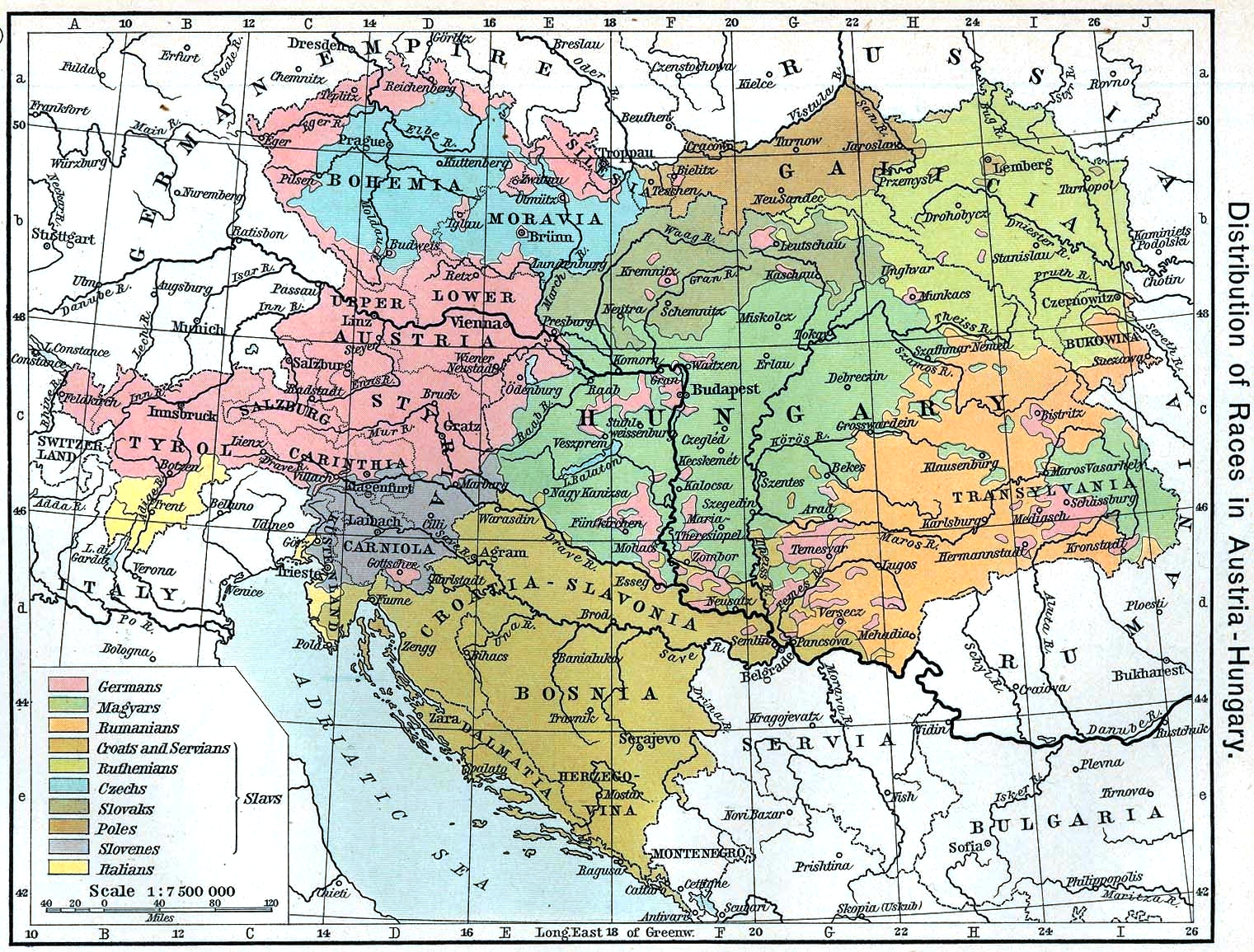
Rozložení národů v Rakousku-Uhersku z Historického atlasu Williama R. Shepherda, 1911

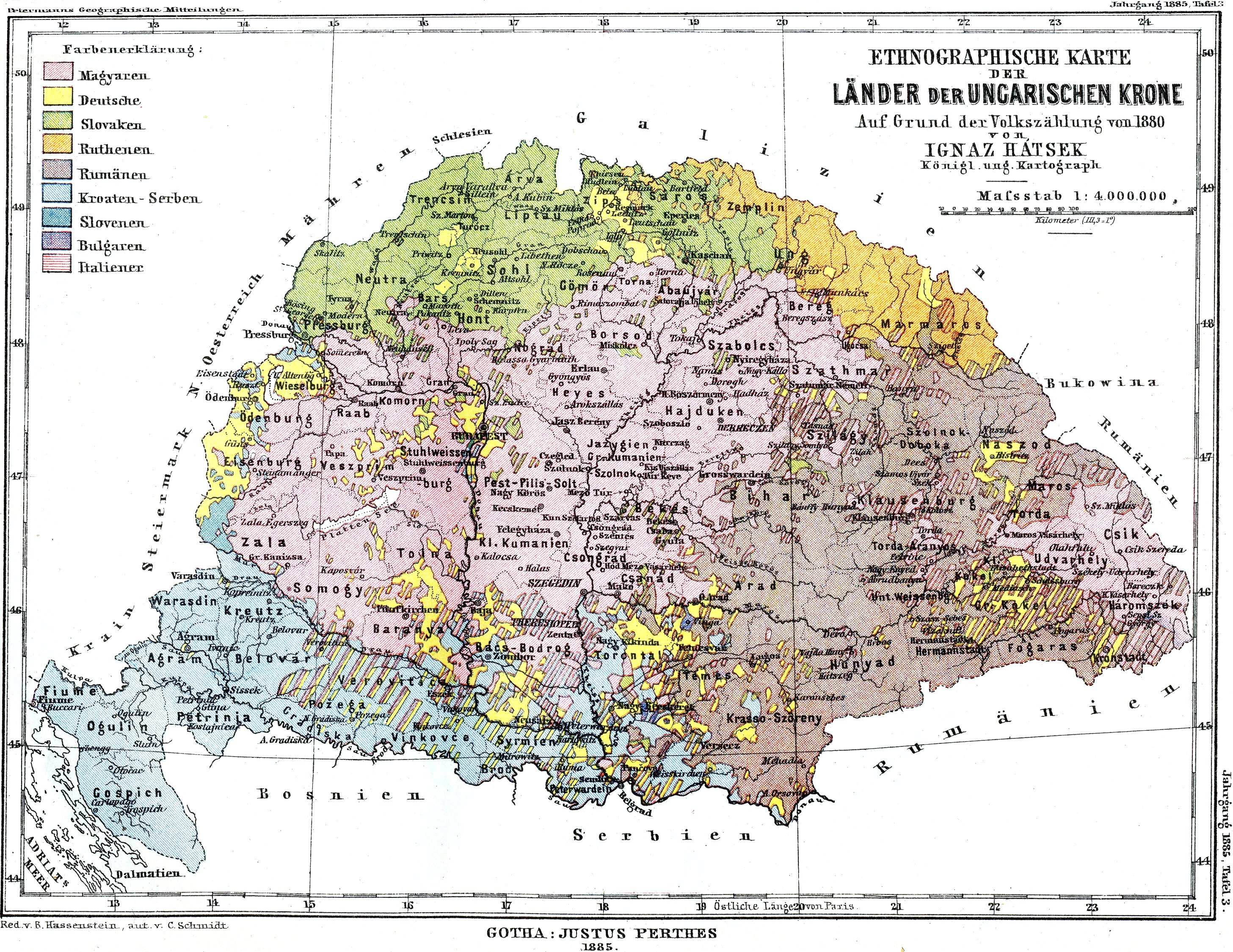
Rozložení národů v Zemích Svatoštěpánské (Uherské) koruny roku 1880

Rakouská monarchie se pomalu začala stávat neudržitelnou ve stavu, v jakém byla. V březnu 1848 vypuklo v Budapešti, pod vlivem únorové revoluce ve Francii, povstání. Zde se poprvé objevil jasně formulovaný požadavek na vydání ústavy; vzhledem k tomu, že se revoluce rozšířila i do Vídně a dalších měst, byla vydána dubnová ústava, dále byla zrušena cenzura, byl nucen odstoupit z politického výsluní Metternich a byla provedena řada dalších ústupků. V květnu došlo k dalšímu povstání, během něj vláda zavedla všeobecné a tajné volební právo, zrušila dubnovou ústavu a svolala ústavodárný sněm. Ten později zrušil poddanství. Provedené reformy však nebyly dostatečné a proto vypuklo v říjnu další povstání, během něhož byla vláda i ústavodárné shromáždění nucena opustit Vídeň a přesídlit na Moravu, byla povolána armáda, která dobyla Vídeň. Dne 2. prosince 1848 byl donucen Ferdinand V. abdikovat.
Abdikací Ferdinanda V. se stal novým císařem František Josef I., což situaci v zemi uklidnilo, roku 1849 byla vydána tzv. oktrojovaná ústava. Tato ústava byla zrušena k 1. lednu 1852. Klíčovou postavou prvních let vlády Františka Josefa I. byl Alexander Bach, po němž je toto období nazýváno Bachův absolutismus. Ten byl spojen s řadou reforem, které měly za cíl zmodernizovat habsburskou monarchii. Nejprve došlo k zrušení cechovních omezení, což umožnilo rozvoj průmyslu. Tato změna vedla k zakládání tzv. živnostenských komor, které fungovaly na moderních principech. Rozvoj průmyslu však vyžadoval další změny a již v roce 1856 se ukázalo jako nezbytné změnit úvěrovou a finanční politiku, což vyvolalo vznik banky Creditanstalt.
Vnitřní situace monarchie nebyla stabilizovaná a kromě finančních problémů se začínala výrazněji otvírat i národnostní problematika, což vedlo císaře k vydání tzv. říjnového diplomu (20. října 1860), kde bylo přislíbeno řešení této problematiky novou ústavou. Ústava byla vydána v únoru 1861, ale nesplnila očekávání do ní vkládané a došlo k projevům nespokojenosti prakticky všech národností vyjma Němců. Na nejsilnější odpor narazila nová ústava v Uhersku, které požadovalo návrat ústavy z roku 1848.
Nakonec Maďaři prosadili dualistickou koncepci státu (často bývá užíván termín Rakousko-Uhersko), který dle ústavy z prosince 1867 měl společnou osobu panovníka, zahraniční politiku, armádu a finance (tzv. Rakousko-uherské vyrovnání). V dalších otázkách existovala značná suverenita těchto dvou národů. Každých deset let docházelo ke stanovení poměru financování společných výdajů, což vedlo k poměrně ostrým sporům.
Zároveň bylo k Uhersku opětovně připojeno Sedmihradsko, jehož instituce včetně zemského sněmu byly k 20. červnu 1867 rozpuštěny.
V důsledku porážky Rakouska-Uherska v I. světové válce se monarchie včetně Uherska rozpadla na mnoho nástupnických států, včetně Maďarska.